# Дом врача Шакина
Дом врача Ша́кина — одноэтажный каменный особняк, построенный в начале XX века по улице Ленина в городе Кузнецке, ныне Пензенской области. Памятник архитектуры регионального значения. В настоящее время в доме разместился и работает музей кузнечного ремесла.

## История
Тихон Иванович Шакин, кузнецкий врач и преподаватель, выпускник медицинского факультета Московского императорского университета, был владельцем дома, который возвели в начале XX века в центре города Кузнецка напротив гимназии №1. Здание является памятником архитектуры начала XX века и выделяется в застройке улицы Ленина, бывшей Дворянской. 
В 1906 году в этом доме собрались кузнецкие социал-демократы, чтобы провести первое учредительное собрание кузнецкого отделения РСДРП. В годы Великой Отечественной войны здание занимал штаб 277-й стрелковой дивизии, сформированной в Кузнецке.  
Особняк чётко вписывается в историческую центральную архитектуру города Кузнецка и наряду с другими постройками представляет архитектурную и культурную ценность. Это единственное строение Кузнецка, представляющее архитектуру модерна. 

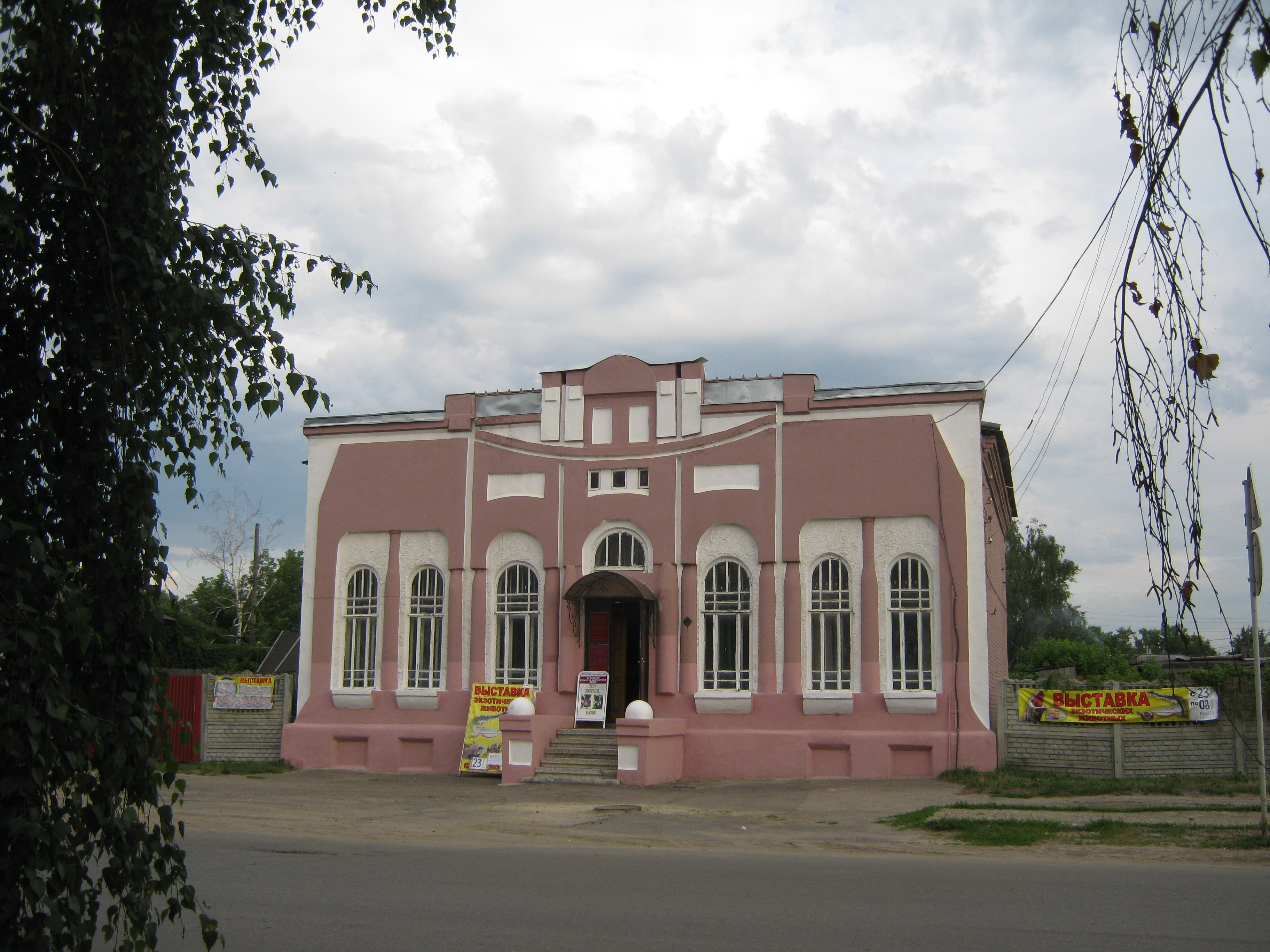
Дом врача Шакина

## Архитектура
Постройка выполнена в формах и композиции архитектуры модерна как частное строение. Одноэтажный кирпичный оштукатуренный особняк уже после сооружения в дворовой части пристройки для нужд и хранения краеведческой коллекции стал прямоугольной конфигурации и утратил первоначальную планировку городского жилого дома. 
Фронтон семиосевого симметричного центрального фасада со входом закрывает двускатную крышу дома. Графическая пластика фасада сооружена сдвигами плоскостей стены, которые западают в нишах с вытянутыми оконными арочными и дверным проемами и выступают в центре с входом и фланкирующими окнами, а так же на боковых частях в виде обрамления ниши с парой окон.

## Кузнецкий музейно-выставочный центр
В настоящее время в особняке работает музей кузнечного ремесла. В 1927 году это строение стало наименоваться музеем местного края, а позже было присвоено имя Александра Николаевича Радищева. Позже в этом строении работал краеведческий музей, а затем и Кузнецкий музейно-выставочный центр.
1 сентября 2020 года в этом особняке открылся музей кузнечного ремесла «Кузнецкое подворье». В экспозиции представлены изделия из металла XIX - XX вв.: кузнечные инструменты, замки, светцы, утюги, чапельники (сковородники), посуда разнообразной формы, а также фотографии и личные документы известных династий кузнецов.